# Ty Boží lásko
Ty Boží lásko nebo také Ty Boží lásko, která vaneš je česká svatodušní mešní píseň z roku 1967, zařazená do jednotného kancionálu pod číslem 425. Její text napsal Václav Renč, nápěv složil Jan Novák. Má dvě sloky pro vstup, po jedné před evangeliem a k obětnímu průvodu, dvě k přijímání a jednu na závěr.